# Гольдбах, Христиан
Христиан Го́льдбах (нем. Christian Goldbach; 18 марта 1690, Кёнигсберг — 20 ноября (1 декабря) 1764, Москва) — прусский и российский математик; действительный член (профессор математики с 1725), первый конференц-секретарь и советник Академии наук и художеств, тайный советник.

## Биография
Христиан Гольдбах родился 18 марта 1690 года в городе Кёнигсберге в семье протестантского проповедника (пастора) и профессора истории и красноречия в местном университете. Окончил университет в родном городе. В 1710—1724 годы путешествовал по Европе.
В 1725 году приехал в Россию. Он подал заявку на должность профессора (академика) математики в только что созданной Петербургской академии наук, куда и был принят. До 1742 года исполнял обязанности конференц-секретаря.
В 1727—1729 годах находился при царском дворе в качестве наставника Петра II.
В 1742 году Бестужев-Рюмин решил привлечь Гольдбаха к работе в только что созданном «чёрном кабинете». Он был переведён в Коллегию иностранных дел и переехал в Москву.

«Об определении в Коллегию иностранных дел бывшего при Академии наук профессора юстиц-рата Христиана Гольдбаха статским советником с жалованьем 1500 рублей, о выдаче недоданного ему в Академии наук жалованья и о выдаче ему вперед жалованья»

Указ императрицы Елизаветы Петровны от 18 марта 1742 года
С этого времени занимался криптоанализом и дешифровкой корреспонденции европейских послов. В январе 1744 года с Гольдбахом был перезаключен договор о службе в России именно на основании его успехов в дешифровальной деятельности. В 1760 году Гольдбах был пожалован в тайные советники с ежегодным жалованьем в 4500 рублей.
Христиан Гольдбах умер 20 ноября (1 декабря) 1764 года по одним данным в Москве, по другим — в Санкт-Петербурге. Похоронен на немецком участке Сампсониевского кладбища при церкви Святого Сампсония на Выборгской стороне в Санкт-Петербурге.

## Научная деятельность
В истории математики более всего известен проблемой, которую в 1742 году предложил в письме Леонарду Эйлеру.

## Труды
- De transformatione serierum (1729)
- De terminis generalibus serierum (1732)